# Eva Maria Wünsche
Eva Maria Wünsche (* 15. Mai 1952 in Leipzig) ist eine deutsche Politikerin (DDR-CDU, ab 1990 CDU). Sie war von 1990 bis 1999 Abgeordnete im Landtag von Sachsen.

## Leben
Wünsche besuchte bis 1968 die Polytechnische Oberschule in Leipzig. Danach absolvierte sie bis 1972 ein Studium am Institut für Lehrerbildung in Leipzig. Das Staatsexamen legte sie 1972 ab und arbeitete daraufhin bis 1979 an einer Schule. Im Jahr 1979 wurde sie Stadtbezirksgeschäftsführer der DDR-CDU Leipzig-Südwest, was sie bis Mai 1990 blieb. Zwischen 1974 und 1979 war sie Abgeordnete der Stadtbezirksversammlung Leipzig-Nordost. Von Juni 1990 bis 1994 war sie wissenschaftliche Mitarbeiterin. Sie war Mitglied im Landesvorstand Sachsen der Mittelstandsvereinigung und der Wirtschaftsvereinigung der CDU.
Im Oktober 1990 zog sie durch ein Direktmandat in Leipzig in den Landtag von Sachsen ein, dem sie bis 1999 angehörte.